# Підкозар'я
Підкозар'я (серб. Поткозарје) — географічна область у Республіці Сербській, що знаходиться в околицях гори Козара, в північно-східній частині Республіки Сербської (Боснія і Герцеговина).

## Географія
Частину Підкозар'я займає національний парк Козара, що відноситься до припаннонської частини внутрішніх Дінаридів у Республіці Сербській. Площа парку становить 3520 га, парк засновано 1967 року з метою захисту культурно-історичних і природних цінностей гори Козара. Входить до Федерації природних і національних парків Європи (EUROPARC). Найбільші міста на території Підкозар'я і гори Козари — Новий Град, Костайниця, Козарська Дубиця, Прієдор, Градишка і Лакташі. Найбільші лікувальні курорти — Млечаниця і Мраковиця.

## Історія
Найвідоміші археологічні знахідки в Підкозар'ї — це слов'янські некрополі (могильники), що датуються X—XI століттями. Їх знайдено в Маховлянах, Бакінцях і Балтині-Барі. Могильник у Балтині-Барі є одним з найбільших на Балканському півострові, датується раннім середньовіччям.
Найважливіша історична подія, що сталася на горі Козара — битва на Козарі 1942 року, в ході якої югославські партизанські сили відбивали натиск переважних сил німецьких військ і їхніх сателітів. У ході битви близько 30 тисяч мирних жителів знищили німці й колабораціоністи, точної кількості жертв не встановлено.

## Культура

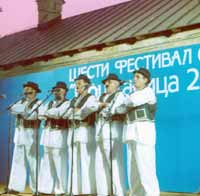
Жителі Козари співають ойкачу

Найважливіші елементи культурної спадщини жителів Підкозар'я — це пісні під назвою «ойкача» і козарське коло (різновид сербського народного танцю і пісні). Найбільша пам'ятка архітектури — монастир Моштаниця. Місцеві жителі широко відзначають різні свята, в ході яких збираються на народні гуляння та концерти. Щороку подібні збори проводяться 19 серпня на свято Преображення Господнього, у травні і липні як спадок югославських свят (зокрема й у пам'ять про народно-визвольну війну Югославії), а 6 травня, на день Святого Георгія, організовується свято циган Підкозар'я. Також організовуються так звані «вашари» або «саями» (ярмарки).

## Спорт
У Підкозар'ї є два однойменні аматорські футбольні клуби з Козарської-Дубиці і Александроваца (громада Лакташі).

## Відомі уродженці
- Пеція Петр Попович[ru]
- Младен Оляча[sr]
- Младен Стоянович[ru]
- Мілан Тепіч[sr]